# Pegij pjos, begusjjij krajem morja
Pegij pjos, begusjjij krajem morja (russisk: Пегий пёс, бегущий краем моря) er en sovjetisk spillefilm fra 1990 af Karen Gevorkjan.

## Medvirkende
- Bayarta Dambayev
- Aleksandr Sasykov
- Doskhan Zholzhaksynov
- Tokon Dayirbekov
- Ljudmila Ivanova